# Квасов, Григорий Васильевич
Григорий Васильевич Квасов (19 (6) августа 1905 года, с. Казачье, Тамбовская губерния, Российская империя — 30 мая 1977, Кишинёв, Молдавская ССР, СССР) — советский государственный деятель, председатель Чкаловского облисполкома (1940—1942).

## Биография
Член ВКП(б) с 1926 г. В 1932 г. окончил Ленинградский институт политического просвещения.
Работал в Оренбургском мясосовхозе, первым секретарем Тепловского районного комитета ВКП(б) (Чкаловская область),
До марта 1940 г. являлся заместителем председателя Исполнительного комитета Чкаловского областного Совета,
- 1940—1942 гг. — председатель исполнительного комитета Чкаловского областного Совета^
- 1944—1947 гг. — заместитель председателя Совета Министров Молдавской ССР,
- 1948—1951 и 1953—1956 гг. — заведующий отделом ЦК КП(б) Молдавии,
- 1952—1953 гг. — первый секретарь Бельцкого окружного комитета КП(б) — КП Молдавии.
- 1956—1965 гг. — на советской работе.

Депутат Верховного Совета СССР 2—3 созывов.
С 1965 г. на пенсии.